# 提姆·普特兹
提姆·普特兹（Tim Puetz，1987年11月19日—）是一位德國職業網球運動員，他於2006年轉為職業球員。普特兹專攻雙打，他於2019年6月達到個人職業生涯ATP雙打最高排名第59名。

## 外部連結
- 提姆·普特兹（英文/西班牙文）的官方資料
- 提姆·普特兹的國際網球總會 職業／青少年 官方資料（英文）
- 提姆·普特兹的官方資料（英文）